# Рытвины Булак
Рытвины Булак (лат. и англ. Bulak Sulcus) — рытвины (рельеф из чередующихся борозд и кряжей) на поверхности луны Сатурна — Энцелада.

## География
Примерные координаты объекта — 16°40′ с. ш. 109°19′ з. д. / 16,67° с. ш. 109,32° з. д.. Максимальный размер структуры составляет 49,4 км. На северо-востоке от неё находятся рытвины Андалус, а на юге — рытвины Синд.

## Эпоним
Названа в честь района Булак в Каире, фигурирующего в сборнике арабских сказок «Тысяча и одна ночь». Официальное название было утверждено Международным астрономическим союзом в 2010 году.